# Jan Cornelisz Vermeyen

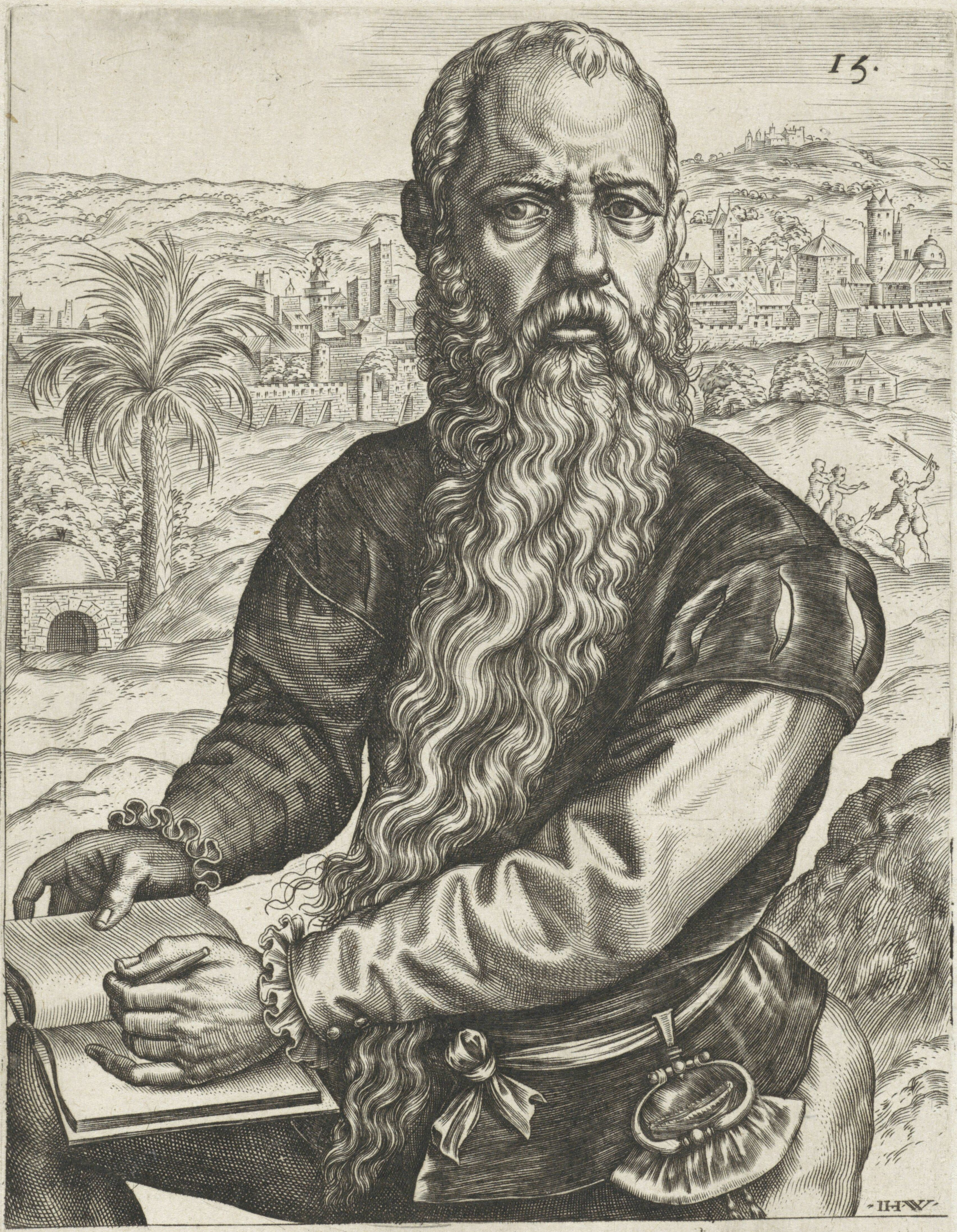
Jan Wierix, Ritratto di Jan Cornelisz Vermeyen

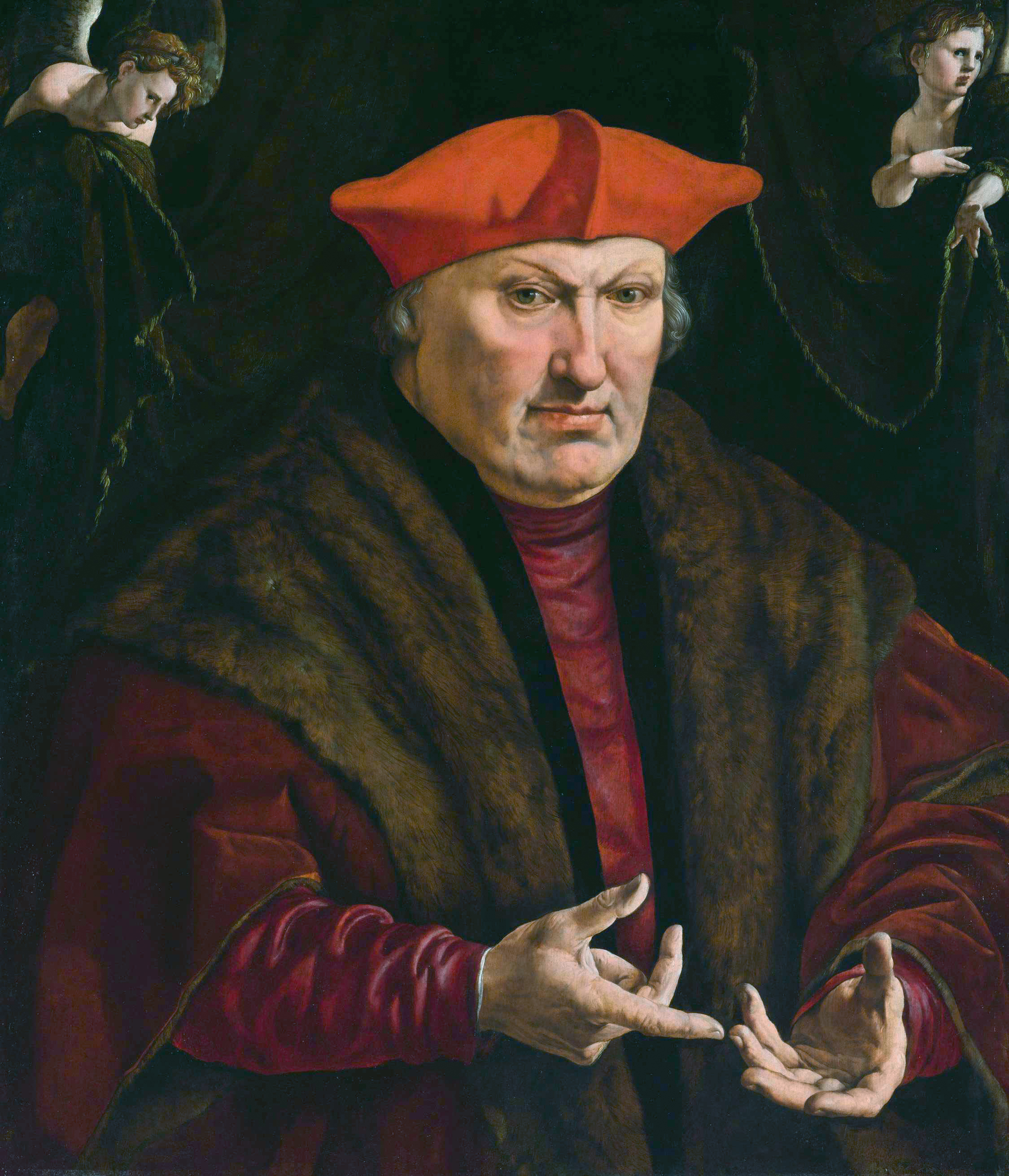
Ritratto di Eberhard von der Mark, principe-vescovo di Liegi

Jan Cornelisz Vermeyen (Beverwijk, 1500 circa – Bruxelles, luglio 1559) è stato un pittore fiammingo.

## Biografia
Nato in una piccola città vicino ad Haarlem, fu forse allievo di Jan Gossaert e fu influenzato da Jan van Scorel. Dal 1525 fu pittore alla corte di Malines per la governatrice dei Paesi Bassi Margherita d'Austria. Verso il 1530 ottenne numerose commissioni per ritratti da Augusta e Innsbruck. Nel 1535 partecipò alla spedizione di Carlo V a Tunisi.
Più tardi si stabilì a Bruxelles, dove morì nel 1559.

## Stile
La sua produzione più importante e nota è quella legata ai ritratti, ma dipinse anche soggetti religiosi e fornì cartoni per serie di arazzi di genere mitologico e storico.
Per la scarsità di opere firmate o documentate, la ricostruzione del suo catalogo si basa soprattutto su dati stilistici, con numerose incertezze: in definitiva, solo alcune aree della sua produzione hanno trovato d'accordo gli studiosi. Tipici del suo stile sono i forti contrasti luminosi e una pronunciata articolazione delle forme. Il modo di stendere il colore è più pesante e meno trasparente di quello di Jan van Scorel.
Le sue opere, per incontrare il raffinato gusto della committenza alta, presentano spesso un elevato grado di complessità e di artificiosità, soprattutto nella resa di sguardi e mani.